# Ángel Mattiello
Ángel Mattiello (*11 de enero de 1913, Vicenza, Italia-† 18 de julio de 1992, Buenos Aires, Argentina) fue uno de los más distinguidos barítonos líricos de Argentina y uno de los puntales del elenco del Teatro Colón (Buenos Aires) durante su larga carrera que se extendió por cuatro décadas.
Alumno de Editha Fleischer y Luis La Vía, estudió en el Instituto Superior de Arte del Teatro Colón; debutó en el Teatro Colón en 1939 en pequeños papeles, en 1948 fue Gunther en El ocaso de los dioses de Wagner, Figaro en Las bodas de Fígaro de Mozart y Ottokar en Der Freischütz de Weber dirigido por Erich Kleiber, en 1951 bajo Karl Böhm en Elektra, Jenufa y Lohengrin y en 1952 como el protagonista de El holandés errante de Wagner. 
En 1961/64/66 cantó Simón Boccanegra, Job de Luigi Dallapiccola en 1964, el Moisés en Moisés y Aarón de Arnold Schoenberg en 1970, el Frere Dominique en Juana de Arco en la hoguera en 1974, retirándose en 1980 en Los maestros cantores de Núremberg de Wagner.
Su vasto repertorio incluyó 160 títulos operísticos interpretando a 160 personajes con numerosos estrenos. También ha participado de importantes conciertos sinfónicos y corales, con 80 títulos en su repertorio. Mattiello ha cantado en las principales salas de América, Europa y los EE. UU.; desde la obra pre-barroca hasta la contemporánea.
En 1950 cantó en La Scala de Milán en El oro del Rhin dirigido por Wilhelm Furtwängler.
En su momento, Kurt Pahlen lo cita como uno de los cuatro grandes barítonos mundiales de su generación en el canto de Cámara, junto a Gérard Souzay, Hermann Prey y Dietrich Fischer-Dieskau.
Ha recibido numerosos premios por su labor como cantante y maestro, entre ellos "El Mejor Cantante Argentino del Año" y el "Mejor Liederista" de la Asociación de Críticos y "Glorias de la Cultura Nacional" de la Municipalidad de la Ciudad de Buenos Aires y el Premio Konex de platino 1989: Cantante Masculino.